# Inflation (Roman)
Inflation ist ein Roman von Ludwig Renn aus dem Jahr 1963.

## Gegenstand der Handlung
An die Romane Krieg und Nachkrieg sowie an den autobiographischen Bericht Adel im Untergang knüpft Ludwig Renn in einer nüchternen und fast kargen Sprache mit Inflation an die Problematik „gesellschaftliches und wirtschaftliches Chaos“ an. Inflation ist in diesem Sinne eigentlich kein Roman, sondern stellt mehr eine Aufzählung persönlicher Erlebnisse in erzählerischer Form dar, die eingebettet sind in einem bedeutenden Lebensabschnitt des ehemaligen Hauptmanns Wolf von Burg. So begegnen wir hier einem Sitten- und Wirtschaftsbild der Inflationsjahre 1922/23. Inmitten von diesem Chaos sucht der einstige Hauptmann Wolf in dem Durcheinander der Zeit den ihm gemäßen Weg nach Orientierung zu finden.

## Inhalt
„An einem trüben Tag im Herbst 1922 kam der ehemalige Hauptmann Wolf von Burg, der in München die Rechte, Nationalökonomie und Kunstgeschichte studierte, mit dem Münchner Schnellzug in Berlin an.“ So beginnend in diesem Werk, wird der Leser eingeführt in den Lebensweg des Autors. Denn im hohen Alter unternahm es Renn nochmals, seinen Weg nachzuzeichnen, der ihn aus der Adelsklasse über das grauenvolle Erlebnis des Krieges sowie über einen unsicheren von Orientierungslosigkeit und Zweifeln zerrissenen Nachkrieg zur Erkenntnis geführt hat, wer in der Lage ist, dieses wirtschaftliche Chaos zu bändigen. Doch muss Wolf eine Reihe von Umwegen durchlaufen, bis er zu einer gewissen Grundposition kommt, die seinen Lebensweg künftig bestimmen soll. Seine Mutter lebt in Berlin und hat sich wegen der politischen Unredlichkeit seines Vaters von diesem getrennt. „Schon als wir uns auf einem Ball kennenlernten, war dein Vater, wie ich heute sehe, geistig stehengeblieben. Wofür er in seiner Jugend geschwärmt hatte, darauf hatte er verzichtet, auf Liberalismus und Freiheit. Diese Ideen, die meinem Vaterhaus ganz fremd waren, hätte ich vielleicht ertragen können, aber nicht seine Unehrlichkeit. In der Theorie war er fortschrittlich, aber praktisch hielt er noch an Bismarck fest, an dessen Blut und Eisen... es wurde mir unerträglich mit ihm zu leben“, gesteht sie gegenüber ihrem Sohn bei dessen Besuch in Berlin. Doch auch Wolf von Burgs Mutter findet nicht den rechten Weg, um im Leben zu bestehen, so empfindet es er jedenfalls. Seine Mutter gibt sich ganz der verschrobenen Gedankenwelt einer religiösen Sekte (Christian Science) hin. Hier trifft der Autor einen wesentlichen Kern der Gesellschaft in einem Chaoszustand, wie Menschen versuchen, Halt zu finden und dadurch in die trügerischen Fangarme zwielichtiger Vereine und vor allem einer unseriösen Religion geraten können.  Und die Medien seiner Zeit tun alles, diesen Irrweg für haltlose Bürger zu ebnen. „In einer anderen Zeitung war eine Nachricht aus Timbuktu abgedruckt: Eine neue Sekte ist in Afrika entstanden, die dem Christentum sehr ähnlich erscheint, nur verehrt sie...“ Solche Nachrichten lenken vom Hauptgeschehen ab, und das soll auch so sein. „... und Burgs Vater stürzte herein, in der Hand eine Zeitung. ‚Das ist ja entsetzlich! Aber du hast es wohl schon selbst gelesen? Die Franzosen haben im Kruppwerk dreizehn Arbeiter erschossen!“ Kopfschüttelnd muss der junge Wolf von Burg miterleben, wie seine Mutter auf solche Nachrichten reagiert angesichts ihrer verschrobenen religiösen Haltung. „’Man soll sich an einem Festtag bemühen, heitere Gedanken in sich zu pflegen. Hass erzeugt Hass, Liebe erzeugt Liebe.’“ Bei den Eltern findet der junge von Wolf keinen Halt. Sein Freund, der ehemalige Hauptmann von Selow, bietet ihm an, als Teilhaber in sein Geschäft einzusteigen. Wolf sagt zu und beteiligt sich mit einer Einlage von zehntausend Mark an der „Cura“, einem Kommissionsgeschäft, das ursprünglich gegründet worden ist,  verarmten Adeligen mit Sachwertbesitz über die krisengeschüttelten Jahre hinwegzukommen. Denn der rapide Sturz der Mark bedroht die Vermögen. Aber die „Cura“ ist kein seriöses Unternehmen, das merkt Wolf von Burg bald. Man handelt mit Schnaps, der von russischen Emigranten unerlaubt gebrannt worden ist, Selow versteht es auch durch ein undurchdringliches Geflecht von Finanzmanipulationen, die wahren Gewinne der Gesellschaft zu verschleiern und dadurch bedeutende Summen in die eigene Tasche zu wirtschaften. Die Fragwürdigkeit der eigenen Existenz, die Bekanntschaft mit adligen Schiebern, unter denen sich auch ein Prinz von Bernburg befindet, kommt Wolf von Burg zu dem Schluss: „Wir sind Abenteurer.“ Zu dieser Erkenntnis gesellt sich die zunehmende Einsicht in die Unhaltbarkeit der politischen Zustände, die in ihrer Verworrenheit und Unsicherheit mit dem Niedergang des Wirtschaftslebens konkurrieren. So erkennt er am Ende scharf die Ursachen der ganzen Misere. „Die Engländer waren also nur deshalb unzufrieden, weil die Franzosen sie am Raub nicht beteiligten. Das einzige große Land, das von uns nichts fordert, ist das bolschewistische Russland, dachte Burg. Aber die Regierung des Großreeders Cuno will nichts von einem Bündnis mit Russland wissen, im Gegensatz zu der Politik Bismarcks und zu der Rathenaus, den die Nationalisten dafür ermordeten.“ Ihm ist, als sei die Kriegsangst durch eine andere, „viel weniger greifbare“ Angst ersetzt worden, und er sehnt sich nach einer Kraft, die eine Ordnung herstellen könnte, in der sich ein Mensch nicht mehr durch die Ausbeutung des Menschen bereichern kann, und die dem offensichtlichen Niedergang der Moral entgegenzuwirken in der Lage wäre. Zwar lernt er in von Gloss, den Besitzer eines Geschäfts für Malutensilien, und in dem Kunstschmied Kolga Männer kennen, die mit der Kommunistischen Partei sympathisieren; doch kann er sich ihnen nicht anschließen. Er verharrt trotz seiner Einsicht in der Gesellschaft von Typen, die sich bereichern, während die Masse des Volkes in Not stürzt. Auch die brutale Bekämpfung von jenen, die sich gegen diese Verelendung des Volkes auflehnen, nimmt er noch widerstandslos hin.
Am 21. November 1923 wird die Rentenmark eingeführt, wodurch sich die „Cura“ mit ihren betrügerischen Machenschaften nicht mehr halten kann. Wolf fällt es nun leicht, sich von Selow  und von den gesellschaftlichen Beziehungen dieser glamourösen Scheinwelt zu trennen. Doch noch ist der Weg lang, bis er einen Weg der Ehrlichkeit und echten Freiheit erreichen wird.